# Eparchia di Irkutsk

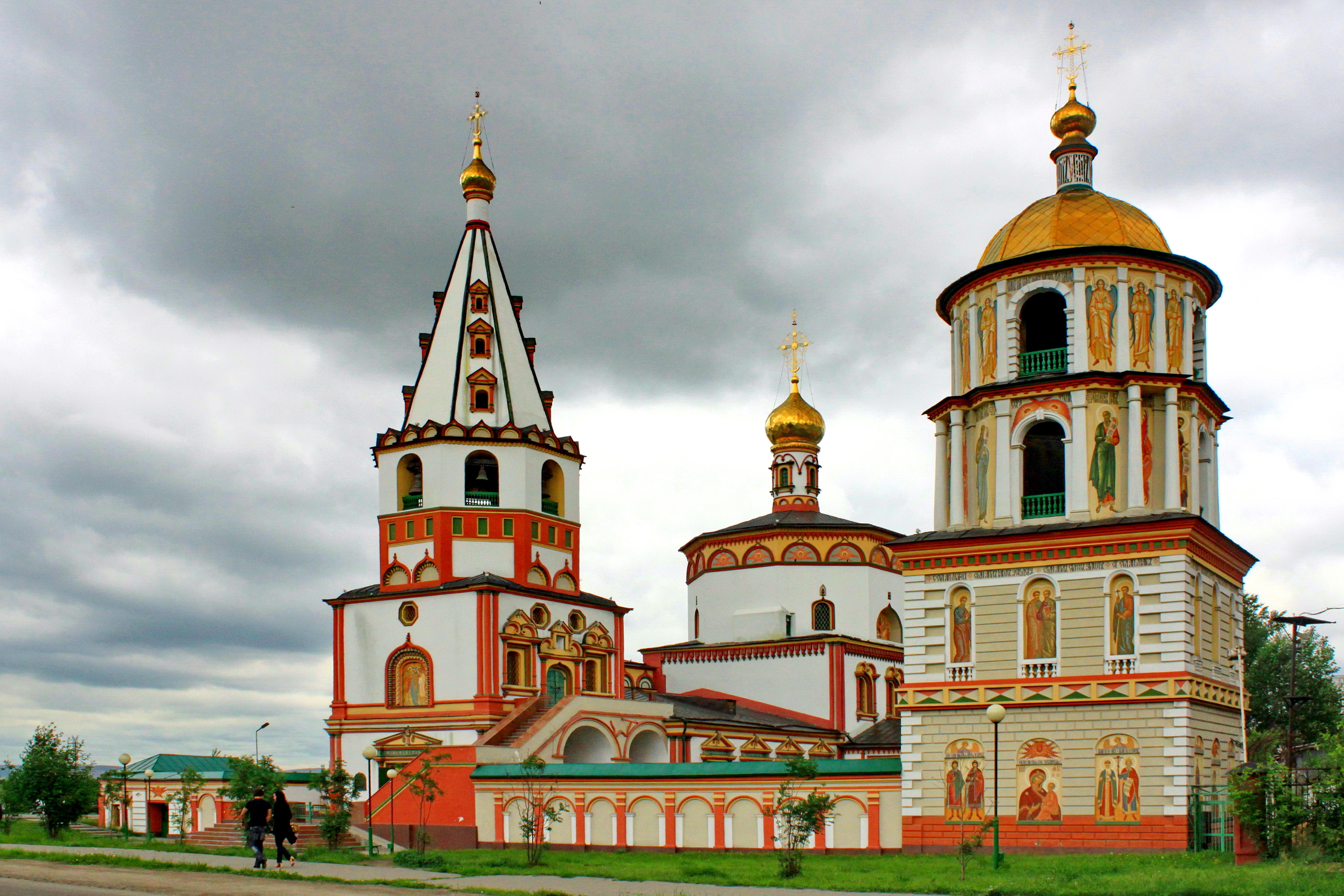
La cattedrale dell'Epifania di Irkutsk.

L'eparchia di Irkutsk (in russo Иркутская епархия?) è una diocesi della Chiesa ortodossa russa, appartenente alla metropolia di Irkutsk.

## Territorio
L'eparchia comprende i rajon Irkutskij, Angarskij, Žigalovskij, Zalarinskij, Kačugskij, Ol'chonskij, Sljudjanskij, Usol'skij, Ust'-Udinskij, Čeremchovskij, Šelechovskij e Ėchirit-Bulagatskij nella oblast' di Irkutsk nel circondario federale della Siberia.
Sede eparchiale è la città di Irkutsk, dove si trova la cattedrale dell'Epifania.
L'eparca ha il titolo ufficiale di «eparca di Irkutsk e Angarsk».

## Storia
L'eparchia di Irkutsk fu eretta il 15 gennaio 1727 dall'imperatrice Caterina I di Russia con territorio ricavato da quello dell'eparchia di Tobol'sk. Successivamente comprese anche i territori della Kamčatka, dell'Alaska e delle isole Aleutine. Nel corso dell'Ottocento cedette porzioni di territorio a vantaggio dell'erezione di diverse eparchie russe.
Nel 1937 tutte le parrocchie furono chiuse dal regime staliniano, e molti preti e monaci furono arrestati e fucilati. Solo al termine della guerra furono ripristinate alcune parrocchie, ma l'eparchia rimase vacante fino alla fine del regime sovietico.
Il 21 aprile 1994 l'eparchia si divise in due con la nascita dell'eparchia di Čita. Con decisione del Santo Sinodo della Chiesa ortodossa russa del 5 ottobre 2011, con parte del territorio dell'eparchia di Irkutsk furono erette le eparchie di Bratsk e di Sajansk.